# 斯泰恩·苏珊·库斯佩特
斯泰恩·苏珊·库斯佩特（德語：Stine Susan Küespert，1999年7月24日—），德國女子羽毛球運動員。

## 簡歷
2018年5月，斯泰恩·苏珊·库斯佩特出戰斯洛文尼亞羽毛球國際賽，與伊娃·詹森斯合作拿得女子雙打比賽亞軍。

## 主要比賽成績
只列出曾進入準決賽的國際賽事成績：
| 年份   | 賽事                       | 公開賽級別 | 項目     | 拍檔            | 成績   |
| ------ | -------------------------- | ---------- | -------- | --------------- | ------ |
| 2018年 | 斯洛文尼亞羽毛球國際賽     | 國際系列賽 | 女子雙打 | 伊娃·詹森斯     | 亞軍   |
| 2018年 | 立陶宛羽毛球國際賽         | 未來系列賽 | 女子雙打 | 安娜贝拉·耶格尔 | 準決賽 |
| 2018年 | 西班牙羽毛球國際賽         | 國際挑戰賽 | 女子雙打 | 艾玛·莫斯辛斯基 | 準決賽 |
| 2020年 | 歐洲羽毛球男女子團體錦標賽 | 其他       | 女子團體 | －              | 亞軍   |
| 2021年 | 歐洲羽毛球混合團體錦標賽   | 其他       | 混合團體 | －              | 季軍   |
| 2021年 | 哈爾科夫羽毛球國際賽       | 國際系列賽 | 女子雙打 | 艾玛·莫斯辛斯基 | 冠軍   |
| 2021年 | 意大利羽毛球國際賽         | 國際系列賽 | 女子雙打 | 艾玛·莫斯辛斯基 | 冠軍   |
| 2022年 | 烏克蘭羽毛球公開賽         | 國際挑戰賽 | 女子雙打 | 艾玛·莫斯辛斯基 | 冠軍   |
| 2022年 | 烏克蘭羽毛球公開賽         | 國際挑戰賽 | 混合雙打 | 扬·科林·福尔克  | 亞軍   |
| 2022年 | 葡萄牙羽毛球國際賽         | 國際系列賽 | 女子雙打 | 艾玛·莫斯辛斯基 | 準決賽 |
| 2022年 | 葡萄牙羽毛球國際賽         | 國際系列賽 | 混合雙打 | 扬·科林·福尔克  | 亞軍   |
| 2022年 | 奧爾良羽毛球大師賽         | 超級100賽  | 女子雙打 | 艾玛·莫斯辛斯基 | 亞軍   |
| 2022年 | 愛爾蘭羽毛球公開賽         | 國際挑戰賽 | 女子雙打 | 艾玛·莫斯辛斯基 | 準決賽 |
| 2022年 | 愛爾蘭羽毛球公開賽         | 國際挑戰賽 | 混合雙打 | 扬·科林·福尔克  | 準決賽 |
| 2022年 | 威爾斯羽毛球國際賽         | 國際挑戰賽 | 混合雙打 | 扬·科林·福尔克  | 準決賽 |
| 2022年 | 加拿大羽毛球國際挑戰賽     | 國際挑戰賽 | 混合雙打 | 扬·科林·福尔克  | 亞軍   |
| 2023年 | 歐洲羽毛球混合團體錦標賽   | 其他       | 混合團體 | －              | 季軍   |
| 2023年 | 聖但尼羽毛球公開賽         | 國際挑戰賽 | 女子雙打 | 艾玛·莫斯辛斯基 | 準決賽 |
| 2023年 | 蘇格蘭羽毛球公開賽         | 國際挑戰賽 | 女子雙打 | 艾玛·莫斯辛斯基 | 準決賽 |
| 2023年 | 蘇格蘭羽毛球公開賽         | 國際挑戰賽 | 混合雙打 | 扬·科林·福尔克  | 準決賽 |
| 2023年 | 阿布達比羽毛球大師賽       | 超級100賽  | 女子雙打 | 艾瑪·莫斯辛斯基 | 準決賽 |
| 2023年 | 阿布達比羽毛球大師賽       | 超級100賽  | 混合雙打 | 揚·科林·福爾克  | 準決賽 |
| 2023年 | 威爾斯羽毛球國際賽         | 國際挑戰賽 | 混合雙打 | 揚·科林·福爾克  | 冠軍   |
| 2025年 | 波恩羽毛球國際賽           | 未來系列賽 | 混合雙打 | 揚·科林·福爾克  | 冠軍   |

| 2018-2026年 | 總決賽 | 超級1000賽 | 超級750賽 | 超級500賽 | 超級300賽 | 超級100賽 | 國際挑戰賽 | 國際系列賽 | 未來系列賽 | 其他 |

### 奧運會和世錦賽參賽紀錄
|          | 搭檔       | 2022 | 2023 |
| -------- | ---------- | ---- | ---- |
| 女子雙打 | 莫斯辛斯基 | 64強 | 64強 |